# Pratt & Whitney PW1000G

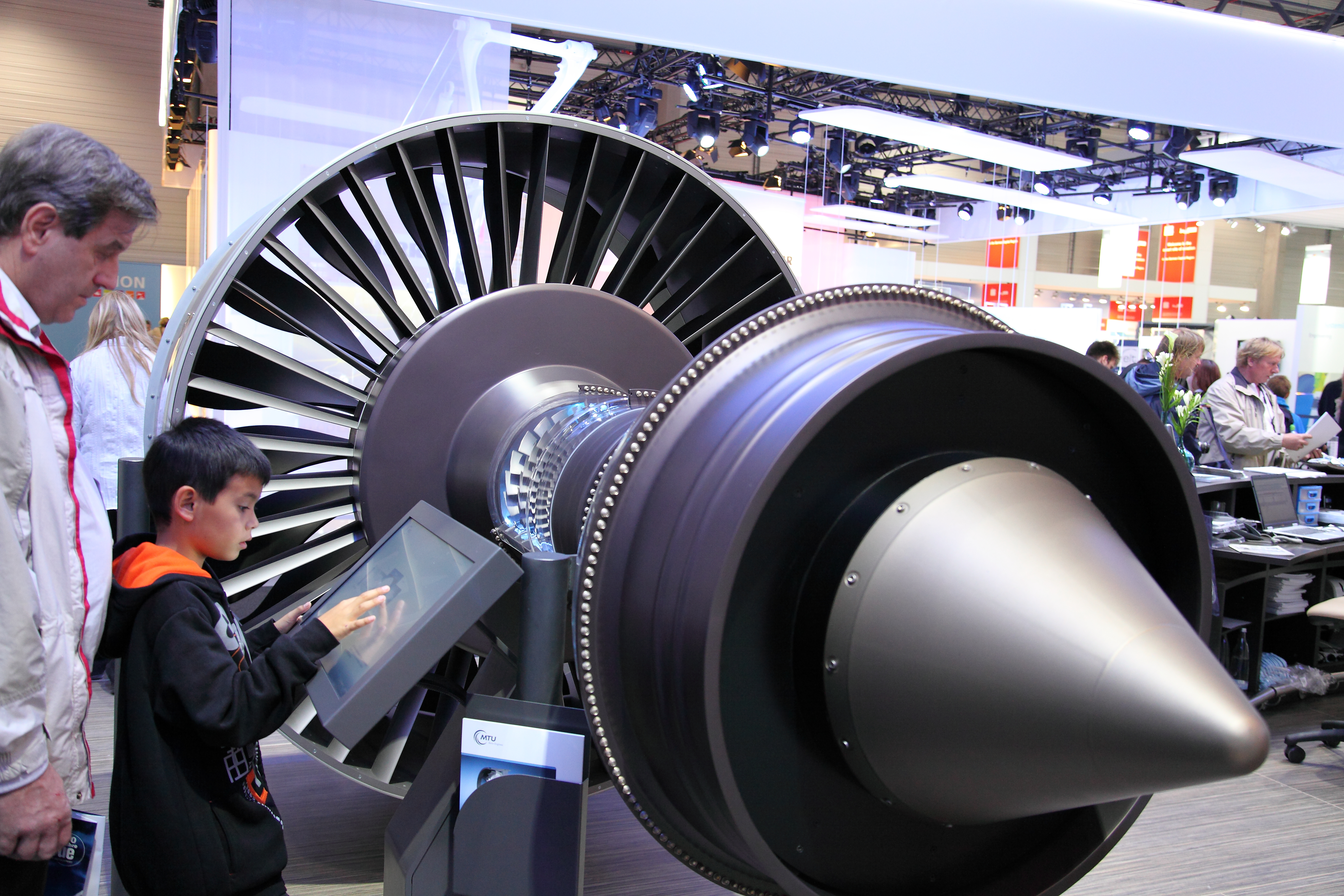
Schnittmodell eines Pratt & Whitney PW1000G

Das Pratt & Whitney PW1000G PurePower ist ein Getriebefantriebwerk des US-amerikanischen Triebwerkherstellers Pratt & Whitney und wird von diesem auch unter der Bezeichnung GTF engine (von geared turbofan) geführt.

## Bezeichnung
Das Triebwerk kommt zum Beispiel als PW1217G beim Mitsubishi Regional Jet, als PW1524G beim Airbus A220 als PW1424G bei der Irkut MC-21 und als PW1124G bei der A320-Flugzeugfamilie – ab dem Jahr 2016 als A320neo (New Engine Option) – zum Einsatz.
Dabei bezieht sich die erste Ziffer auf die Baureihe und die zweite Ziffer auf den jeweiligen Kunden, wobei 0 für Boeing, 1 für Airbus, 2 für Mitsubishi, 4 für Irkut, 5 für Bombardier sowie 7 und 9 für Embraer steht. Die letzten beiden Ziffern geben den Schub jeweils in 1000 lbf an.
Anders als bei konventionellen Turbofantriebwerken ist beim PW1000G ein 3:1 untersetztes Planetengetriebe zwischen Niederdruckturbine und Fan eingebaut. Deshalb kann der Fan langsamer laufen und einen größeren Durchmesser haben bei schneller laufender Niederdruckturbine. Auf diese Weise erreichen beide Module bessere Leistungswerte, Verbrauch und Geräuschpegel werden reduziert.

## Geschichte

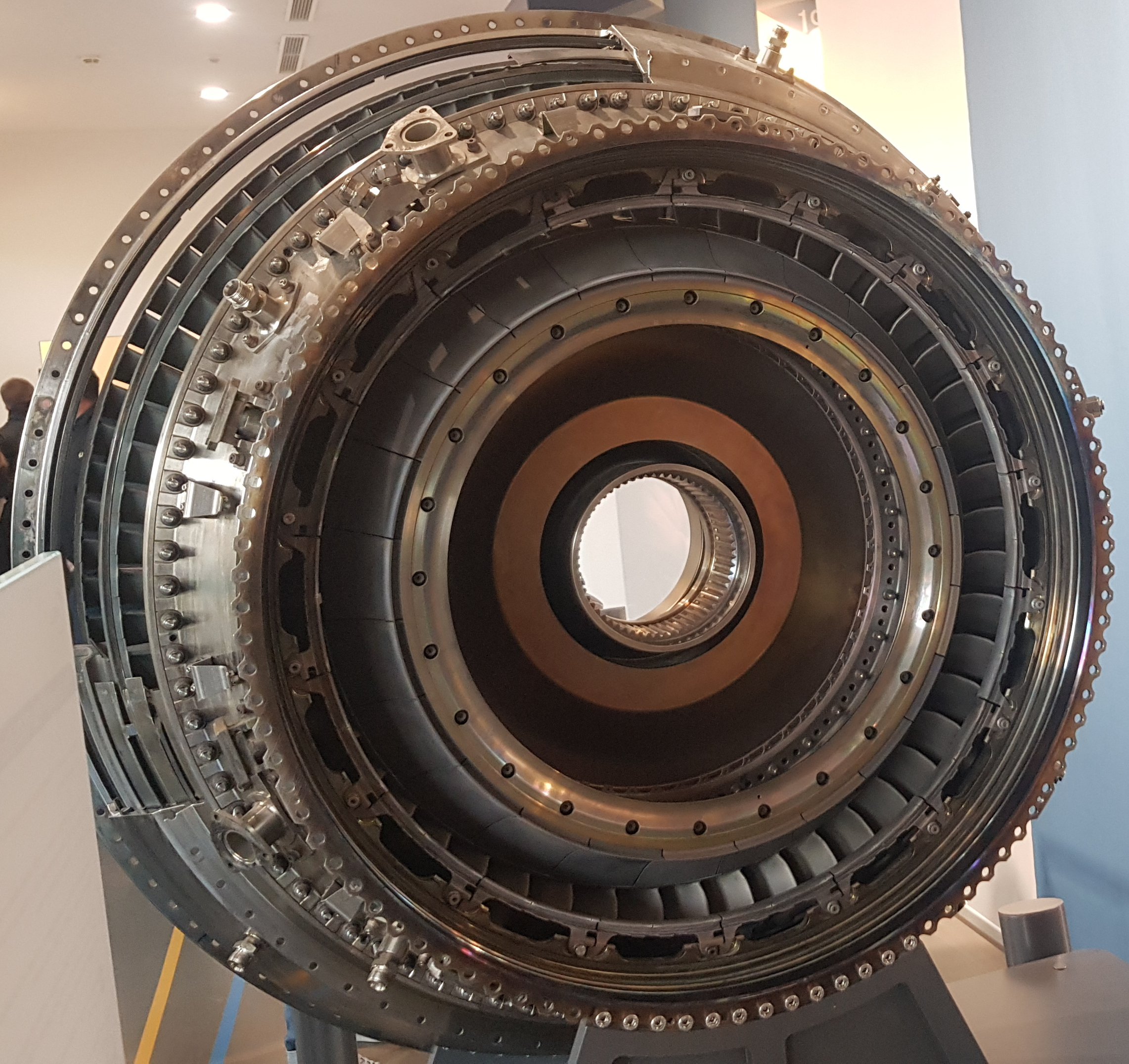
Teile des PW1000G, hergestellt von MTU

Die Entwicklung des PW1000G geht bis in die Mitte der 1980er Jahre zurück, als Pratt & Whitney zusammen mit Allison das 578-DX testete, welches jedoch aufgrund von technischen Schwierigkeiten nie zu Ende entwickelt wurde. Es folgten 1992 bzw. 2001 wieder Getriebefans (der Advanced Ducted Prop bzw. Advanced Technology Fan Integrator) mit 236 kN bzw. 256 kN Schub als Triebwerksprototypen, die jedoch ebenfalls beide nie in Serie gingen.
2005 starteten dann die Tests des noch mit dem Kerntriebwerk der Pratt & Whitney PW6000 ausgestatteten Vorläufer des PW1000G. 2007 erfolgten dann die ersten Bodentests und 2008 die ersten Flugtests an einer 747SP und einem A340. Bemerkenswert ist der bei diesen Tests sichtbar gewordene Einsatz einer variablen Düse, die den Fan auf der Startbahn und bei niedrigen Fluggeschwindigkeiten entlastet und den Vortriebswirkungsgrad des Triebwerks verbessert.
In Zusammenarbeit mit MTU Aero Engines wurde für das PW1000G ein neues Kerntriebwerk (Hochdruckkompressor, Brennkammer und Hochdruckturbine) entwickelt. Die detaillierte Entwicklungsphase der Serientriebwerke startete im Juli 2009. Ab Oktober 2010 lief das Triebwerk als PW1524G auf dem Prüfstand, im Mai 2011 folgte das PW1217G. Die Flugerprobung des PW1524G an einer Boeing 747SP begann im Juni 2011, im Januar 2013 wurden die Zulassungstests erfolgreich abgeschlossen.
Der erste Einsatz des GTF erfolgte 2013 am Airbus A220.
Im Dezember 2010 gab Airbus bekannt, die A320neo mit moderneren Triebwerken auszurüsten. Den Kunden werden das PW1100G und das CFM International LEAP angeboten.
Die ersten Prototypen des Mittelstreckenverkehrsflugzeugs Irkut MC-21 des russischen Herstellers Irkut sind mit einer leistungsgesteigerten Variante des PW1000G ausgerüstet, die ersten Serienflugzeuge werden ebenfalls mit diesem Triebwerk ausgerüstet. Anfang 2013 entschied sich auch die brasilianische Embraer für das PW1000G als Triebwerk für die nächste Generation seiner E-170/190 Jets.

## Schwerwiegende Qualitätsprobleme
Wegen Problemen mit Bauteilen konnten 2016 nur 138 von 200 geplanten Triebwerken ausgeliefert werden. Auch bei der Lebensdauer der bereits in Dienst gestellten Getriebefans gibt es Schwierigkeiten. Es habe sich gezeigt, dass die Brennkammer-Auskleidung unter rauen Bedingungen (Hitze, Staub) nicht die erwartete Haltbarkeit aufweise. Zudem gab es vorzeitige Ausfälle von Öl- und Kohlenstoff-Dichtungen. Für beide Teile gibt es ein Redesign, das 2017 eingeführt wurde. Im Januar 2018 kam es bei einigen Flugzeugen der A320neo-Familie zur Abschaltung von Triebwerken während des Flugs und Startabbrüchen. Die europäische Flugsicherheitsagentur EASA gab Mitte Februar eine dringliche Lufttüchtigkeitsanweisung heraus, und ein gutes Dutzend Flugzeuge wurde daraufhin gegroundet. Betroffen waren insgesamt rund 100 Triebwerke der Baureihen PW1127G-JM, PW1127GA-JM, PW1130G-JM, PW1133G-JM und PW1133GA-JM. 43 davon sind an Flugzeugen installiert, 55 wurden an die Airbus-Endmontagelinien geliefert. Sie beinhalten eine spezielle Dichtung (Knife Edge Seal) an der hinteren Nabe des Hochdruckverdichters. Pratt & Whitney hatte Mitte 2017 eine technische Änderung vorgenommen, die die Haltbarkeit der Abdichtung für das Triebwerk verbessern sollte.
Die Probleme mit den Auslieferungen setzten sich auch 2018 fort, wobei dies laut Herstellerangaben ein neues Problem ist, bei dem Piloten vermehrt von übermäßigen Vibrationen berichten. Trotz des Einbaus verschiedener alter und neu designter Komponenten konnte das Problem bisher nicht komplett gelöst werden, mit entsprechenden Auswirkungen auf die Auslieferung insbesondere der A320neo-Flugzeuge.
Bis Ende Januar 2020 musste Pratt & Whitney sämtliche Motoren des A320neo der indischen Fluggesellschaft Indigo austauschen.
Das seit Ende 2016 verfügbare PW1100G besitzt Schaufeln, deren Vorderkanten mit einem dünnen Titan-Überzug versehen sind, dessen Härte die Kollision mit Vögeln übersteht. Zuerst wurden die neuen Triebwerke in den Airbus A320neo und in der Version PW1500G der Bombardier-Flugzeuge der C-Series eingebaut.
Seit 2023 sorgt die Triebwerksfamilie in der gesamten Luftfahrtbranche für Probleme, weil sie sich als technisch fehleranfällig erwies. Es fehlen auch Ersatzteile, Steuerungs-Chips und andere Komponenten. Die indische Fluggesellschaft Go First musste Anfang Mai 2023 den Flugbetrieb einstellen und Insolvenz anmelden, weil 50 % ihrer Flotte am Boden bleiben mussten, und macht dafür die Probleme mit Triebwerken von Pratt & Whitney verantwortlich. Ab Ende März 2024 fliegt die Lufthansa wohl für längere Zeit nicht mehr zwischen Leipzig und München. Der Grund: Dutzende Airbus-Maschinen müssen in die Werkstatt, die Durchlaufzeiten für Reparaturen sind bereits durch Problemen in der Lieferkette viel länger als üblich, was zu einer großen Anzahl von nicht einsatzfähigen Flugzeugen führte. Auch andere Strecken sind betroffen.
Im März 2025 stehen wegen dieser Triebwerksprobleme immer noch 450 Maschinen am Boden. Analysten berechneten, dass Pratt & Whitney den Fluggesellschaften dadurch fast genau 50 Milliarden Euro an aktivem Betriebskapital entzieht.
Die Ursache für die Schäden am PW1100G-Triebwerk von Pratt & Whitney liegt in einem Fehler im Herstellungsprozess: Verunreinigungen durch mikroskopisch kleine Keramikpartikel im pulvermetallurgischen Herstellungsprozess beeinträchtigten die Festigkeit der Rotorscheiben. Die Folgen dieses Problems sind enorm: Mindestens 3000 Getriebefan-Motoren müssen in den nächsten Jahren auf Risse untersucht und gegebenenfalls repariert werden. Dies erfordert eine zeitaufwändige Inspektion und führt zu erheblichen Kosten für die Fluggesellschaften und den Triebwerkhersteller.

## Weiterentwicklung
Im Juli 2012 gab Pratt & Whitney bekannt, an einer größeren Version PW1095G bzw. PW10100G für Großraumflugzeuge zu arbeiten, das ursprünglich für die Boeing 777-8LX geplant war. Pratt & Whitney zog sich 2013 wegen der zu kurz bemessenen Entwicklungszeit bis zum Start des Programmes aus dem Wettbewerb um die Aufträge für die neuen 777-Triebwerke zurück, hielt aber weiterhin an der Entwicklung fest; Tests im Herbst 2017 verliefen vielversprechend.
Das Triebwerk soll etwa 445 kN Schub (ca. 100.000 lbf) liefern, das angestrebte Übersetzungsverhältnis liegt bei 4:1 und das Nebenstromverhältnis bei mehr als 15:1.

## Technische Daten

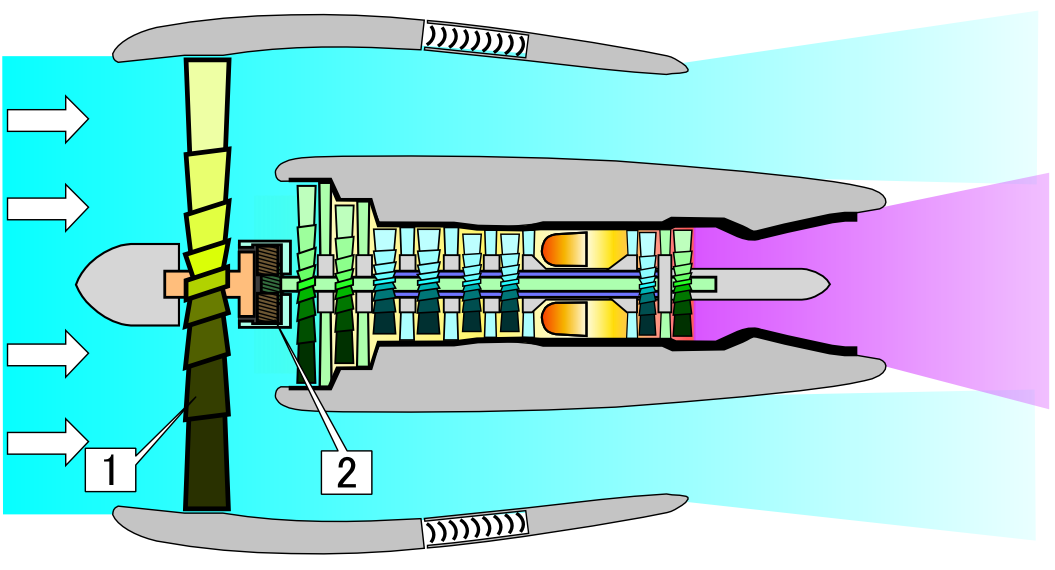
Getriebefans mit Fan [1] und Getriebe [2

Die PW1000G-Familie sind Zweiwellentriebwerke mit einem Fan von 1,42 bis 2,06 m Durchmesser und hohem Nebenstromverhältnis. Sie haben einen zwei- bis dreistufigen Niederdruckverdichter, der von einer dreistufigen Niederdruckturbine angetrieben wird. Der achtstufige Hochdruckverdichter wird von einer zweistufigen Hochdruckturbine angetrieben. Das Getriebesystem wiegt etwa 113 kg. Die Triebwerksgondel wird aus Verbundwerkstoffen gefertigt und war ursprünglich mit einer während des Fluges im Durchmesser veränderbare Düse versehen, die den Fan beim Langsamflug entlasten sollte (Verschieben der Pumpgrenze) und den Treibstoffverbrauch um bis zu 2 Prozent senken sollte. Es zeigte sich aber, dass der Fan auch ohne diese Variabilität einwandfrei arbeitete, daher haben die Serientriebwerke keine variablen Düsen.
Nach Aussagen von Airbus COO John Leahy wird im Vergleich zu CFM's LEAP-X der PW1100G-Antrieb beim A320neo durch den größeren Fandurchmesser trotz des höheren Gondelwiderstands einen um 1,5 Prozent niedrigeren Treibstoffverbrauch erreichen.
| Kenngröße                   | PW1100G             | PW1400G             | PW1500G                     | PW1900G             | PW102XG             | PW1200G             | PW1700G             |
| --------------------------- | ------------------- | ------------------- | --------------------------- | ------------------- | ------------------- | ------------------- | ------------------- |
| Flugzeughersteller          | Airbus              | Irkut               | Airbus/Bombardier           | Embraer             | Boeing              | Mitsubishi          | Embraer             |
| Flugzeugmuster              | A319/A320/ A321 Neo | MC-21               | A220-100/-300 (CS100/CS300) | E190-E2             | X-66                | MRJ70/ MRJ90        | E175-E2             |
| Art des Verdichters         | Axial-Fan           | Axial-Fan           | Axial-Fan                   | Axial-Fan           | Axial-Fan           | Axial-Fan           | Axial-Fan           |
| Art der Turbine             | Axial               | Axial               | Axial                       | Axial               | Axial               | Axial               | Axial               |
| Art der Brennkammer         | Ringbrennkammer     | Ringbrennkammer     | Ringbrennkammer             | Ringbrennkammer     | Ringbrennkammer     | Ringbrennkammer     | Ringbrennkammer     |
| Anzahl der Fan-Stufen       | 1                   | 1                   | 1                           | 1                   | 1                   | 1                   | 1                   |
| Durchmesser Fan-Stufe       | 2057 mm             | 2057 mm             | 1854 mm                     | 1854 mm             | 1854 mm             | 1422 mm             | 1422 mm             |
| Niederdruckverdichterstufen | 3                   | 3                   | 3                           | 3                   | 3                   | 2                   | 2                   |
| Hochdruckverdichterstufen   | 8                   | 8                   | 8                           | 8                   | 8                   | 8                   | 8                   |
| Hochdruckturbinenstufen     | 2                   | 2                   | 2                           | 2                   | 2                   | 2                   | 2                   |
| Niederdruckturbinenstufen   | 3                   | 3                   | 3                           | 3                   | 3                   | 3                   | 3                   |
| Wellenanzahl                | 2                   | 2                   | 2                           | 2                   | 2                   | 2                   | 2                   |
| Triebwerkslänge             | 3401 mm             | 3401 mm             | 3184 mm                     | 3184 mm             | 3184 mm             |                     |                     |
| Triebwerksdurchmesser       | 2224 mm             | 2224 mm             | 2006 mm                     | 2006 mm             | 2006 mm             |                     |                     |
| Trockengewicht              | 2857,6 kg           | 2857,6 kg           | 2177 kg                     | 2177 kg             | 2177 kg             |                     |                     |
| Schub                       | 107–147 kN          | 107–147 kN          | 88–109 kN                   | 98 kN               | 107 kN              | 67–76 kN            | 67 kN               |
| Nebenstromverhältnis        | 12:1                | 12:1                | 12:1                        | 12:1                | 12:1                | 9:1                 | 9:1                 |
| Drehzahl Fan                | max. 3.500/min      | max. 3.500/min      | max. 3.500/min              | max. 3.500/min      | max. 3.500/min      | max. 3.500/min      |                     |
| Drehzahl N1                 | 10.000/min          | 10.000/min          | 10.000/min                  | 10.000/min          | 10.000/min          | 10.000/min          | 10.000/min          |
| Drehzahl N2                 | 18.000 – 20.000/min | 18.000 – 20.000/min | 18.000 – 20.000/min         | 18.000 – 20.000/min | 18.000 – 20.000/min | 18.000 – 20.000/min | 18.000 – 20.000/min |

Die PW1000G-Variante für die russische MC-21 soll ca. 133 kN Schub liefern.

## Belege
1. ↑  Commercial Engines. In: Pratt & Whitney. Abgerufen am 20. März 2021 (englisch).
2. ↑  Flug Revue Oktober 2010, S. 102, Start frei für das PW1524G
3. ↑  Mavis Toh: Pratt & Whitney geared PW1524G testing underway. In: flightglobal.com. 29. September 2010, abgerufen am 15. Februar 2012 (englisch).
4. ↑  Tom Zaitsev: P&W poised for certification of CSeries engine. In: flightglobal.com. 31. Januar 2013, abgerufen am 3. Januar 2015 (englisch).
5. ↑  Bombardier CSeries absolviert Erstflug. In: airliners.de. 16. September 2013, abgerufen am 3. Januar 2015.
6. ↑  Katy Padgett, Jeff Jurgensmier: Airbus Offers A320neo with Pratt & Whitney PurePower® PW1100G Engine. (PDF, 44 KB) In: purepowerengine.com. Pratt & Whitney, 1. Dezember 2010, ehemals im Original (nicht mehr online verfügbar); abgerufen am 15. Februar 2012 (englisch). (Seite nicht mehr abrufbar. Suche in Webarchiven)  Info: Der Link wurde automatisch als defekt markiert. Bitte prüfe den Link gemäß Anleitung und entferne dann diesen Hinweis.
7. ↑  Die erste Demonstration des MS-21 mit den Perm PD-14-Motoren wird im Juli nächsten Jahres stattfinden, Kommestant, 15. Oktober 2020
8. ↑  Stephen Trimble: Embraer to revamp E-Jet with geared turbofans, new wings, fly-by-wire. In: flightglobal.com. 8. Januar 2013, abgerufen am 3. Januar 2015 (englisch).
9. ↑  FLUG REVUE: Pratt & Whitney liefert zu wenige Getriebefans | FLUG REVUE, abgerufen am 5. März 2018
10. ↑  FLUG REVUE: Neuer Ärger mit PW1100G-JM-Triebwerken im Airbus A320neo | FLUG REVUE, abgerufen am 5. März 2018
11. ↑  cs: Airbus' neues Problem mit den Neo-Motoren. In: airliners.de. 4. September 2018, abgerufen am 4. September 2018.
12. ↑  India orders IndiGo to replace all Pratt engines on Airbus A320neo planes. In: Reuters. 1. November 2019 (reuters.com [abgerufen am 3. November 2019]).
13. ↑  ingenieur.de vom 19. Dezember 2016, Diese Triebwerke überstehen sogar einen Vogelschwarm, abgerufen am 1. November 2020.
14. ↑  Steffen Fründt, So sorgt Triebwerk PW1000G für höhere Ticketpreise: Hunderte Flugzeuge müssen wegen fehlender Motoren am Boden bleiben. Das treibt erste Airlines inzwischen in die Pleite, In: DIE WELT vom 5. Mai 2923
15. ↑  Indische Go First meldet Insolvenz an und gibt Pratt & Whitney die Schuld. In: airliners.de. 4. Mai 2023, abgerufen am 5. Mai 2023.
16. 1 2  Aero International, Nr. 2, Februar 2024, S. 44–46: „Kein Ende in Sicht“
17. ↑  Lufthansa pausiert Verbindung zwischen Leipzig und München wegen Triebwerksproblemen. In: Der Spiegel. 19. Januar 2024, ISSN 2195-1349 (spiegel.de [abgerufen am 20. Januar 2024]).
18. ↑  effectenspiegel, 27. Februar 2025, S. 28.
19. ↑  Pratt & Whitney Successfully Tests Next-Generation Pure Power® Geared Turbofan™ Technology as Part of FAA Sustainability Program, Pressemitteilung PW, 12. Oktober 2017
20. ↑  Stephen Trimble: P&W still working on widebody geared turbofan despite 777X pass. 13. März 2013, abgerufen am 3. Januar 2015 (englisch).
21. ↑  Flug Revue April 2009, S. 82–85, Durchbruch für Getriebefan?
22. ↑  Flug Revue September 2011, S. 79, Triebwerksgondel mit variabler Düse
23. ↑  Forecast International: Airbus Says Pratt GTF Offers Superior Fuel Burn On A320neo. In: aeroturbopower blog. 9. Februar 2012, abgerufen am 15. Februar 2012 (englisch).
24. ↑  Dominic Perry2024-06-14T10:45:00+01:00: Boeing updates X-66A progress as details of PW102XG engines emerge. Abgerufen am 14. Juni 2024 (englisch).
25. ↑  EASA: Type Certificate Data Sheet EASA.IM.E.090 for PW1500G Series Engines. (englisch).
26. ↑  MS-21 wird mit PW1000G angetrieben. In: fliegerweb.com. 12. Dezember 2009, abgerufen am 15. Februar 2012.